# Miss Murder
«Miss Murder» es el primer sencillo del álbum Decemberunderground, de la banda estadounidense AFI. Fue lanzado el 24 de abril de 2006. El sencillo también se publicó en tres diferentes estaciones de radio el 13 de abril de 2006. Esta canción aparece en el videojuego Guitar Hero III: Legends of Rock y Rock Band. Existen cinco versiones de dicha canción. La versión oficial, y la cual es la que incluye el álbum, también se encuentran la versión para radio en la cual se editan algunas palabras, la edición alternativa para radio, un remix y el remix de Broken Spindles. 
Puget y Havok escribieron Miss Murder en el sótano de Luke Wood, donde Elliott Smith compuso From a Basement on the Hill (2004) antes de su muerte. Su grabación tomó lugar principalmente en los Conway Studios y Sage and Sound Recording (Los Ángeles, California) entre 2005 y 2006. Ahí trabajaron y refinaron la canción a fondo. «Miss Murder» es una pista de emo pop y post-hardcore con influencia electrónica y casi no forma parte de Decemberunderground porque creían que no era suficientemente buena. Tiene una sensación glam setentera, mientras que al mismo tiempo está acompañada de muchas capas de electrónica que le dan un estado de ánimo completamente diferente a otras canciones que ha hecho la banda en el pasado. De acuerdo con Havok, fue una canción realmente divertida de hacer porque representaba algo que no habían hecho antes.  
La pista tuvo una buena recepción crítica, donde varios comentaron que era la pista más comercial que había creado la banda y obtuvo varias comparaciones con la música de Green Day. Además, que tenía «un gran gancho» y que era «uno de los pocos momentos» donde la banda «rompe con el pasado». «Miss Murder» también  tuvo una buena recepción comercial, alcanzando el puesto 28 en la lista Billboard Hot 100 y también se posicionó en el número uno en la lista radial Alternative Songs, donde se mantuvo durante 4 semanas. 

## Escritura
Tan pronto AFI canceló la gira de promoción de Sing the Sorrow en 2004, el grupo se tomó dos semanas de descanso e inmediatamente empezó el proceso de escritura para su siguiente álbum. A las tres semanas ya contaban con un repertorio suficiente para grabar, pero no quisieron convertir ese primer lote de canciones en el álbum definitivo, ya que el vocalista Davey Havok prefería disponer de un volumen más amplio de temas para elegir al momento de entrar al estudio. Estas primeras pistas tampoco no fueron de agrado para Luke Wood, A&R de Interscope Records, y el productor Jerry Finn, y ambos concordaron en que no estaban a la altura. Aunque esto los frustró, también los impulsó a crear mejores canciones, y de inmediato compusieron «Miss Murder» junto con otros temas para el disco. El guitarrista Jade Puget y Havok la escribieron en el sótano de Wood, donde Elliott Smith compuso From a Basement on the Hill (2004) antes de su muerte. El guitarrista recordó en una entrevista: «estábamos frustrados después de estar todo un día atrapados en este sótano y esa canción simplemente salió». La banda trabajó en ella a fondo, donde refinaron su estribillo varias veces, hasta que en un momento Havok cantó la melodía del coro con una letra improvisada que decía: «Hey, miss murder, can I» (en español: «Hey, Señorita Asesina, ¿puedo?»). El vocalista, que quería escribir un estribillo más convencional, se vio sorprendido por la recepción del sello: «La discográfica dijo, "¡Eso es!" Y yo estaba incrédulo, "¿En serio? ¿Están seguros?" [...] pero ellos insistieron, "Por favor, déjalo así."»

## Composición y descripción

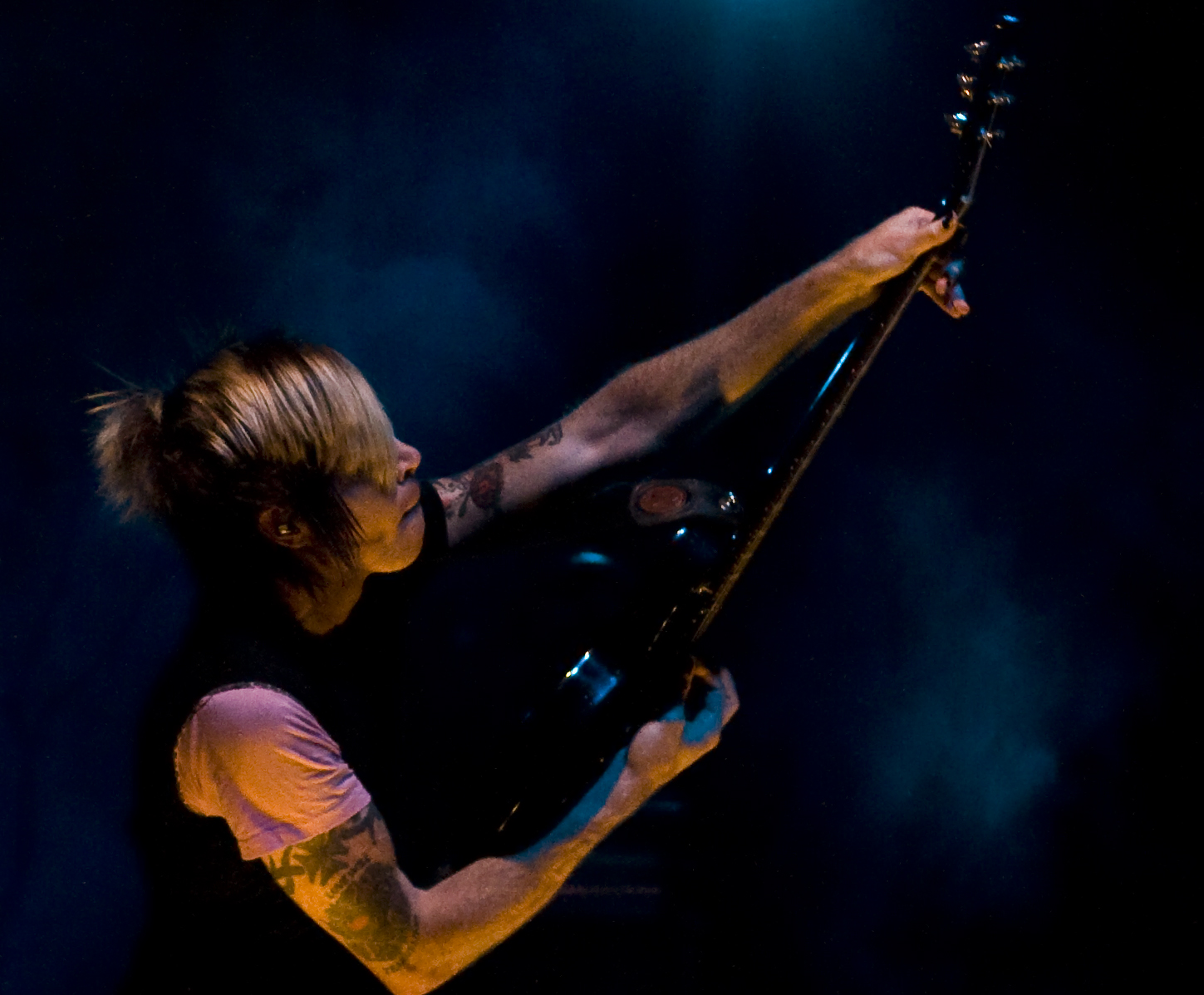
Jade Puget en mayo de 2007 durante un concierto de la gira de Decemberunderground.

«Miss Murder» es una pista de post-hardcore con influencia electrónica y casi no forma parte de Decemberunderground porque creían que no era suficientemente buena. La canción tiene «sensación glam setentera» y está acompañada de capas de electrónica que le dan un «estado de ánimo completamente diferente» a muchas canciones que el grupo ha hecho en el pasado. «Miss Murder» inicia con una línea de bajo seguido de su estribillo, para luego convertirse en una canción de rock guiada por sintetizadores. Iniciar la pista con el coro no fue planeado desde un principio, pero a Puget le pareció un buen recurso. El guitarrista comentó que al iniciar con el coro podrían enfrentarse a repetirlo demasiadas veces, pero en «Miss Murder» son cortos. Además, este está relacionado armónicamente con los versos y ayuda a que «fluyan» entre sí. En el segundo verso la línea de bajo cambia y la canción pasa a un ritmo four-on-the-floor, con un «bombo pesado» y una línea de guitarra diferente y más agresiva. En su mitad tiene un interludio a ritmo lento donde vocalmente se acentúan los gritos del vocalista. Para el guitarrista, la parte vocal en los versos tiene una «vibra dramática» reminiscente a Dave Gahan de Depeche Mode. Havok dijo que fue una canción realmente divertida y que era un tipo de pista que no habían hecho antes.
La grabación de «Miss Murder», así como la de todo Decemberunderground, tomó lugar principalmente en los Conway Studios y Sage and Sound Recording (Los Ángeles, California) entre 2005 y 2006. La producción de la pista estuvo a cargo de Jerry Finn, con quien la banda ya había en su previo álbum, Sing the Sorrow, en 2003.  Cuando surgió «Miss Murder», Puget en un principio programó un ambiente más electrónico para plasmar su idea, y pronto se convirtió en una canción de AFI donde toda la banda se involucró. En la programación contaron con la ayuda de Ronan Harris de VNV Nation. En la maqueta Puget creó una base de percusión en la que el baterista Adam Carson no quiso interferir porque los elementos electrónicos proporcionaban la textura que él podía llegar a crear. Carson dijo que «existía el riesgo de saturarla», por lo que eligió tocar «muy sencillo» y dejar que esa fuera la textura, para así encontrar «sinergia» entre la electrónica y su interpretación. El baterista dijo que la pista tenía un ritmo constante four-on-the-floor a lo Marilyn Manson que le gustaba, pero que se pareciera tanto a la música de Manson. Carson, que creció escuchando Green Day, notó que cuando empezaron a grabar la canción, inconscientemente cambió el ritmo constante de cuatro tiempos a algo más parecido a lo que Tré Cool habría hecho. Los coros de la pista contaron con varios amigos del grupo, incluyendo miembros de las bandas Eighteen Visions, Tiger Army, The Dear & Departed y Bleeding Thorough. Además, en estos también involucraron a su club de seguidores Despair Faction. 

## Recepción
Jason Tate de AbsolutePunk dijo que «Miss Murder» era «una canción animada y contundente» con una batería reminiscente a Green Day. También comentó que «aunque los primeros dos minutos de la canción no son nada especial», es el breakdown lo que realmente la hace «tan buena», donde «la voz de Davey y el trabajo de guitarra de Jade te llevan suavemente, solo para dar la vuelta y golpearte brutalmente con un asalto musical completo». Billboard comento que combina «Minority» de Green Day «con el ritmo animado» de «Higher Ground» de Stevie Wonder. En su reseña a Decemberunderground, el staff de ScenePointBlank vio similitudes de «Miss Murder» con la música de Green Day, además, les pareció un «himno de rock elegante con matices pop». También comentaron que era una pista accesible «diseñada para sonar en la radio», y que era la «Girls Not Grey» de Decemberunderground que les iba a dar más exposición. En un tonó similar, Corey Apar de AllMusic dijo: «Si pensabas que "Girl's Not Grey" era pop, escucha [...] "Miss Murder"».  Apar dijo que era una pista con tintes de glam con una línea de bajo «que podría haber sido tomada de Green Day». Por su parte, Ed Thompson de IGN dijo que era su canción más accesible para la radio hasta la fecha. Scott Shetler de Slant Magazine también comentó que era la pista más amigable para la radio que habían grabado hasta la fecha y que no se podía «reprochar a la banda por suavizar un poco su estilo para obtener un merecido éxito mainstream, especialmente cuando los resultados son tan buenos».
Drowned In Sound dijo que era un «muy decente flashback al glam de los años 70» y la comparó con «The Ballroom Blitz» de la banda Sweet. El escritor dijo que «el aspecto de chug-chugging» realza su sensación retro y que la pista estaba a «millones de millas estilísticas» de la «angustia» presentada en Sing the Sorrow. Además, resaltó su atractivo comercial diciendo que «presentará a la banda a nuevos seguidores». Allegra Willis de Hybridmagazine dijo que era una canción melódica y que no se aleja demasiado del antiguo sonido de la banda. Además, que su interludio le da «mucha más profundidad» de la que se esperaría en sus primeros dos minutos y medio. Andrew Murfett del periódico australiano The Age dijo que era un sencillo excelente. y la revista NME comentó que era «sublime» y con toques de swing.  Kyle Ryan de The A.V. Club mencionó que su pilar era su coro «increíblemente pegadizo»,  mientras que Sia Michel de The New York Times expresó que era un «brillante y estruendoso rock». El sitio Music-news comentó que era pegadiza y producida para tener un atractivo instantáneo. Vik Bansal de MusicOMH comentó que «se balancea y desfila» como una canción hecha para las pistas de baile de música alternativa. En una reseña a Decemberunderground, Ian Cohen de Stylus Magazine comentó que tiene «un gran gancho» y que «es uno de los pocos momentos» donde la banda «rompe con el pasado». También en una crítica al disco, Paul Aubin de Punknews.org dijo que tenía una «vibra sucia de rock'n'roll» y que marcaba el tono del álbum de una manera apropiada. En comentarios más negativos, Ricardo Baca de The Denver Post comentó que «Miss Murder» era tan diluida como el pop-punk podía llegar a ser. y The Washington Post lo catalogó como un «sencillo mediocre». Evaluando las mejores canciones del 2006, a Entertainment Weekly le pareció la séptima mejor pista del año, la revista Blender la ubicó en el puesto 88 y Rolling Stone en el 15. Por su parte, Alternative Press lo situó en el puesto 30 de las mejores canciones de la década. En un comentario en retrospectiva, Stephen Hill de Louder dijo que era «genial como una puerta de entrada a la música alternativa» y uno de los «himnos del rock más ineludibles de la década de 2000».

### Premios y nominaciones
En el ciclo promocional de Decemberunderground, «Miss Murder» recibió siete nominaciones en cuatro ceremonias de premiación. Este recibió tres nominaciones en los MTV Video Music Awards 2006 en las categorías mejor video de rock, mejor cinematografía y mejor dirección. La banda resultó victoriosa en la primera de estas, donde compitió junto a los grupos 30 Seconds to Mars, Green Day, Panic! at the Disco y Red Hot Chili Peppers. No obstante, perdió contra «Crazy» de Gnarls Barkley en mejor dirección y «You're Beautiful» de James Blunt en mejor cinematografía. También recibió la nominación a mejor video del año en los Premios Kerrang! de 2006, pero perdió contra «Sugar, We're Goin Down» de Fall Out Boy, y en la edición de 2007, perdió en la categoría de mejor sencillo contra «The Kill» de 30 Seconds to Mars. La canción tampoco resultó victoriosa en los nominaciones que obtuvo en los MuchMusic Video Award y los Premios MTV Australia.
| Año  | Ceremonia de premiación | Obra nominada | Categoría                         | Resultado | Ref.          |
| ---- | ----------------------- | ------------- | --------------------------------- | --------- | ------------- |
| 2006 | MTV Video Music Awards  | «Miss Murder» | Mejor video de rock               | Ganador   | [ 46 ] [ 41 ] |
| 2006 | MTV Video Music Awards  | «Miss Murder» | Mejor cinematografía              | Nominado  | [ 46 ] [ 41 ] |
| 2006 | MTV Video Music Awards  | «Miss Murder» | Mejor dirección                   | Nominado  | [ 46 ] [ 41 ] |
| 2006 | Premios Kerrang!        | «Miss Murder» | Mejor video                       | Nominado  | [ 42 ]        |
| 2007 | Premios Kerrang!        | «Miss Murder» | Mejor sencillo                    | Nominado  | [ 43 ]        |
| 2007 | MuchMusic Video Awards  | «Miss Murder» | Dúo o grupo internacional del año | Nominado  | [ 44 ]        |
| 2007 | Premios MTV Australia   | «Miss Murder» | Download of the year              | Nominado  | [ 47 ] [ 45 ] |

## Lanzamiento y rendimiento comercial
A principios de abril de 2006 AFI estrenó un fragmento de treinta segundos del sencillo en la estación de radio Live 105 de la Bahía de San Francisco y fue tan popular que Interscope accedió a que reprodujeran la canción completa al aire antes de lo planeado. «Miss Murder» es la pista más exitosa de la banda y fue la primera canción del grupo en ingresar a la lista Billboard Hot 100; esta debutó en el puesto 97 en mayo de 2006 y en su sexta semana alcanzó su máxima posición en el lugar 24. El sencillo también alcanzó la cima en la lista radial Alternative Airplay donde se mantuvo durante cinco semanas.

## Video musical

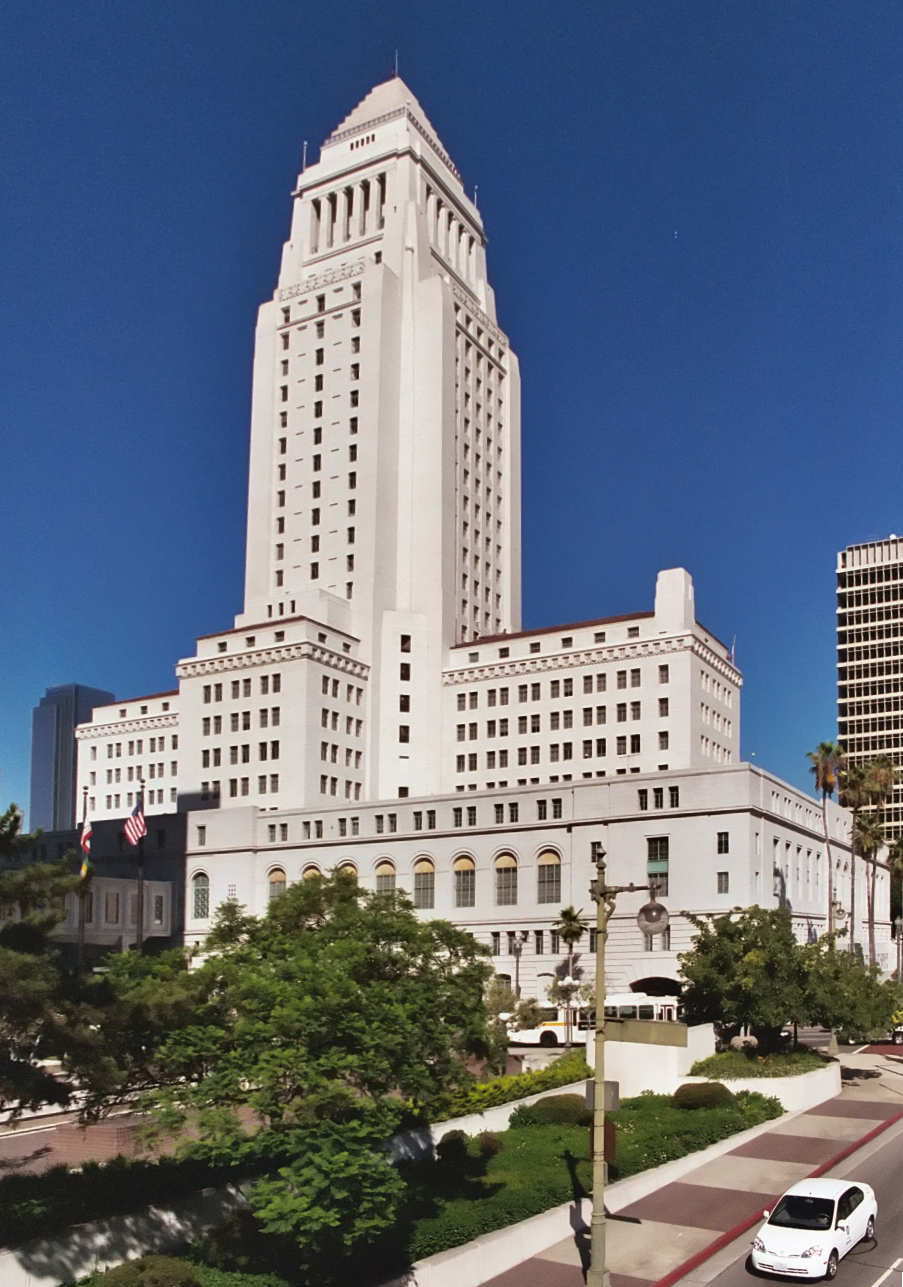
Ayuntamiento de Los Ángeles.

La dirección del videoclip estuvo a cargo del cineasta Mark Webb, con quien la banda había trabajado previamente en «The Days of the Phoenix» y «The Leaving Song Pt. 2». La idea del video comenzó con un concepto ideado por Puget en el que luego la banda contribuyó. Posteriormente, se reunieron con Webb y lo desarrollaron en conjunto. Puget dijo que Webb era muy creativo y colaborativo y que no era solo un «director de videos [porque] tiene una visión realmente cinematográfica». El video se rodó a finales de abril en el Ayuntamiento de Los Ángeles y el grupo utilizó el edificio en su totalidad durante dos noches seguidas. El primer día el rodaje duró 14 horas y comenzó a las 6 p. m. y terminaron a las 8:00 a. m. El segundo día fue incluso más largo. Havok dijo que "Miss Murder" es la personificación de una lucha interna y que la antagonista en el video es la personificación de eso: "ella se va acercando al orador, quien está experimentando mucho conflicto interno, y finalmente lo alcanza". Los conejos «son imágenes negativas» y un presagios de la llegada de la femme fatale. El vídeo musical fue estrenado en premier mundial el 8 de mayo de 2006 en el programa TRL de MTV. La banda estuvo presente ese mismo día en el programa. Fue estrenado en el teatro Nokia en Nueva York, Estados Unidos.

## Presentaciones en vivo
En una breve gira por la costa oeste de los Estados Unidos AFI filmó el concierto que tuvo lugar el 15 de septiembre en el Long Beach Arena, y la canción formó parte del repertorio. Este material lo publicaron en diciembre de 2006 bajo el título I Heard a Voice: Live from Long Beach Arena. Al año siguiente, precisamente en enero, el grupo asistió al programa de medianoche Saturday Night Live donde tocaron «Love Like Winter» y «Miss Murder». El sencillo también formó parte del repertorio de canciones interpretadas en el Live Earth, llevado a cabo en el Giants Stadium en julio de 2007. Desde su lanzamiento, ha sido interpretada en las giras en promoción a los álbumes Crash Love, Burials, AFI y Bodies.

## Lista de canciones
| CD (Australia) |               |          |  |
| N.º            | Título        | Duración |  |
| 1.             | «Miss Murder» | 3:28     |  |

| CD (Estados Unidos, Reino Unido y Europa) |                                 |          |  |
| N.º                                       | Título                          | Duración |  |
| 1.                                        | «Miss Murder» (versión editada) | 3:18     |  |

| CD (Estados Unidos y Reino Unido) |                                                                                  |          |  |
| N.º                               | Título                                                                           | Duración |  |
| 1.                                | «Miss Murder» (versión editada para las emisoras de música pop y el Reino Unido) | 3:05     |  |

| CD (Estados Unidos) |                                |          |  |
| N.º                 | Título                         | Duración |  |
| 1.                  | «Miss Murder»                  | 3:28     |  |
| 2.                  | «Don't Change» (cover de INXS) | 3:16     |  |

| CD (Reino Unido) |                                              |          |  |
| N.º              | Título                                       | Duración |  |
| 1.               | «Miss Murder»                                | 3:20     |  |
| 2.               | «Don't Change» (cover de INXS)               | 3:16     |  |
| 3.               | «Silver and Cold» (versión acústica en vivo) | 4:07     |  |

| Vinilo (Estados Unidos) |                                  |          |  |
| N.º                     | Título                           | Duración |  |
| 1.                      | «Miss Murder»                    |          |  |
| 2.                      | «Rabbits Are Roadkill On Rt. 37» |          |  |

| Vinilo (Reino Unido) |                                |          |  |
| N.º                  | Título                         | Duración |  |
| 1.                   | «Miss Murder»                  |          |  |
| 2.                   | «Don't Change» (cover de INXS) |          |  |

| CD Remixes (Estados Unidos) |                                                           |          |  |
| N.º                         | Título                                                    | Duración |  |
| 1.                          | «Miss Murder» (remix de VNV Nation)                       | 6:00     |  |
| 2.                          | «Miss Murder» (instrumental del remix de VNV Nation)      | 6:00     |  |
| 3.                          | «Miss Murder» (remix de Broken Spindles)                  | 4:12     |  |
| 4.                          | «Miss Murder» (instrumental del remix de Broken Spindles) | 4:12     |  |

| Enhanced CD (Europa y Australasia) |                                              |          |  |
| N.º                                | Título                                       | Duración |  |
| 1.                                 | «Miss Murder» (versión editada)              | 3:18     |  |
| 2.                                 | «Don't Change» (cover de INXS)               | 3:17     |  |
| 3.                                 | «Silver and Cold» (versión acústica en vivo) | 4:06     |  |
| 4.                                 | «Miss Murder» (video)                        |          |  |

| Vinilo Remixes (Alemania) |                                          |          |  |
| N.º                       | Título                                   | Duración |  |
| 1.                        | «Miss Murder» (remix de VNV Nation)      | 6:00     |  |
| 2.                        | «Miss Murder» (remix de Broken Spindles) | 4:12     |  |
| 4.                        | «Miss Murder» (versión del álbum)        | 3:25     |  |

## Posicionamiento en listas
| País (Lista 2006)                   | Mejor posición |
| ----------------------------------- | -------------- |
| Australia (ARIA)                    | 14             |
| Alemania (GfK Entertainment charts) | 93             |
| Estados Unidos (Alternative Songs)  | 1              |
| Estados Unidos (Billboard Hot 100)  | 24             |
| Estados Unidos (Mainstream Rock)    | 13             |
| Reino Unido (UK Singles Chart)      | 44             |

| País (Lista 2006)                      | Mejor posición |
| -------------------------------------- | -------------- |
| Australia (ARIA Top 100 Singles Chart) | 86             |
| Estados Unidos (Alternative Airplay)   | 4              |

### Sucesión en listas
| Predecesor: Steady, As She Goes de The Raconteurs | Alternative Airplay 5 de agosto de 2006 — 2 de septiembre de 2006 | Sucesor: Animal I Have Become de Three Days Grace |

## Certificaciones
| País        | Organismo certificador | Certificación | Ventas certificadas | Ref. |
| ----------- | ---------------------- | ------------- | ------------------- | ---- |
| Australia   | ARIA                   | Platino       | 70 000              |      |
| Reino Unido | BPI                    | Plata         | 200 000             |      |

## Créditos
AFI
- Davey Havok: voz
- Jade Puget: guitarra
- Hunter Burgan: bajo
- Adam Carson: batería
- AFI: composición

Producción
- Productor: Jerry Finn
- Ingenieros de mezcla: Jerry Finn y Chris Lord-Alge
- Ingeniero de grabación: Joe McGrath
- Ingeniero de ProTools: Jake Davies
- Asistentes de ingenieros: Seth Waldmann, Jason Gossman, Kevin Mills, Eric Weaver, Dimitar Krnjaic, y Keith Armstrong
- Técnico de batería: Mike Fasano
- Programación y teclados: Jade Puget
- Grabado en Conway Recording Studios y Sage & Sound Recording Studios
- Mezclado en Conway Recording Studios y Resonate Music
- Masterizado en Sterling Sound, NYC por Ted Jensen
- Mezcla: Chris Lord-Alge

Créditos adaptados del libreto de Decemberunderground.